# バビロン会議
バビロン会議（バビロンかいぎ）は、紀元前323年のアレクサンドロス3世（大王）死後間もなく開催された、大王の遺将たち（ディアドコイ）による領土分割を決定した会議である。

## 概要
アレクサンドロス3世（大王）が急逝した時、王妃ロクサネは妊娠中であったが、誕生する子の性別が判明しないため、遺された家臣の間では王位継承順について意見が衝突した。ネアルコスは大王と側室バルシネの子ヘラクレスを推したが、彼は庶子だったため賛同者は現れなかった。続いて一人の兵士がアレクサンドロスの異母兄アリダイオスの名を唱え、それを支持したメレアグロスと支持しないペルディッカスが対立した。ペルディッカスはロクサネの腹中の子が男子である可能性に望みを託し出産を待ち、出生後に摂政を置くべきだと主張した。
エウメネスの仲裁による妥協の産物として締結された協定で、アリダイオスがピリッポス3世として即位する代わりに、ロクサネの子（後のアレクサンドロス4世）が男子ならば彼をピリッポスの共同統治者として王位につけ、その摂政としてペルディッカスが統治することとなった。摂政ペルディッカスは、大王の遺将たちとサトラップたちによる大王遺領の配分を主導した。
なお、間もなくメレアグロスと約300人の彼の支持者の兵士はペルディッカスにより殺害された。

## 決定内容

### 新任者
バビロン会議の具体的な決定内容を記した史料は複数存在するが、内容に多少の差異が生じている。従ってここでは、
- ディオドロスの『歴史叢書（英語版）』XVIII巻の三節
- クルティウス・ルフス の『アレクサンドロス大王伝』X巻の十章
- ユリアヌス・ユスティヌス抄録のポンペイウス・トグロス著『地中海世界史』XIII巻の四節
- フォティオスの『ビブリオテーケー』に記されているアリアノス及びデクシッポスの史料

上記の五史料を比較してまとめる。
| 役職／史料     | ディオドロス     | クルティウス    | ユスティヌス                | アリアノス 及びデクシッポス |
| -------------- | ---------------- | --------------- | --------------------------- | --------------------------- |
| 王             | フィリッポス3世  | フィリッポス3世 | フィリッポス3世             | フィリッポス3世             |
| 摂政           | ペルディッカス   | ペルディッカス  | ペルディッカス              | ペルディッカス              |
| 最高指揮権     | セレウコス       |                 | セレウコス                  |                             |
| マケドニア本国 | アンティパトロス |                 | アンティパトロス クラテロス | アンティパトロス クラテロス |
| イリリア       | アンティパトロス |                 | フィロン                    | アンティパトロス クラテロス |
| エピロス       | アンティパトロス |                 |                             | アンティパトロス クラテロス |
| ギリシア       | アンティパトロス |                 | アンティパトロス            | アンティパトロス クラテロス |
| 侍従・護衛兵長 |                  |                 | カッサンドロス              |                             |
| エジプト       | プトレマイオス   | プトレマイオス  | プトレマイオス              | プトレマイオス              |
| アフリカ       |                  | プトレマイオス  | プトレマイオス              | プトレマイオス              |
| アラビア       |                  |                 | プトレマイオス              | プトレマイオス              |
| シリア         | ラオメドン       | ラオメドン      | ラオメドン                  | ラオメドン                  |
| フェニキア     |                  | ラオメドン      |                             |                             |
| キリキア       | ピロタス         | ピロタス        | ピロタス                    | ピロタス                    |
| 大メディア     | ペイトン         | ペイトン        | ペイトン                    | ペイトン                    |
| 小メディア     | アトロパテス     |                 | アトロパテス                |                             |
| パフラゴニア   | エウメネス       | エウメネス      | エウメネス                  | エウメネス                  |
| カッパドキア   | エウメネス       | エウメネス      | エウメネス                  | エウメネス                  |
| パンピュリア   | アンティゴノス   | アンティゴノス  | ネアルコス                  | アンティゴノス              |
| リュキア       | アンティゴノス   | アンティゴノス  | ネアルコス                  | アンティゴノス              |
| スシアナ       |                  |                 | コイノス                    |                             |
| 大プリュギア   | アンティゴノス   | アンティゴノス  | アンティゴノス              | アンティゴノス              |
| 小プリュギア   | レオンナトス     | レオンナトス    | レオンナトス                | レオンナトス                |
| カリア         | アサンドロス     | カッサンドロス  | カッサンドロス              | アサンドロス                |
| リュディア     | メナンドロス     | メナンドロス    | メナンドロス                | メナンドロス                |
| トラキア       | リュシマコス     | リュシマコス    | リュシマコス                | リュシマコス                |

### 続投者

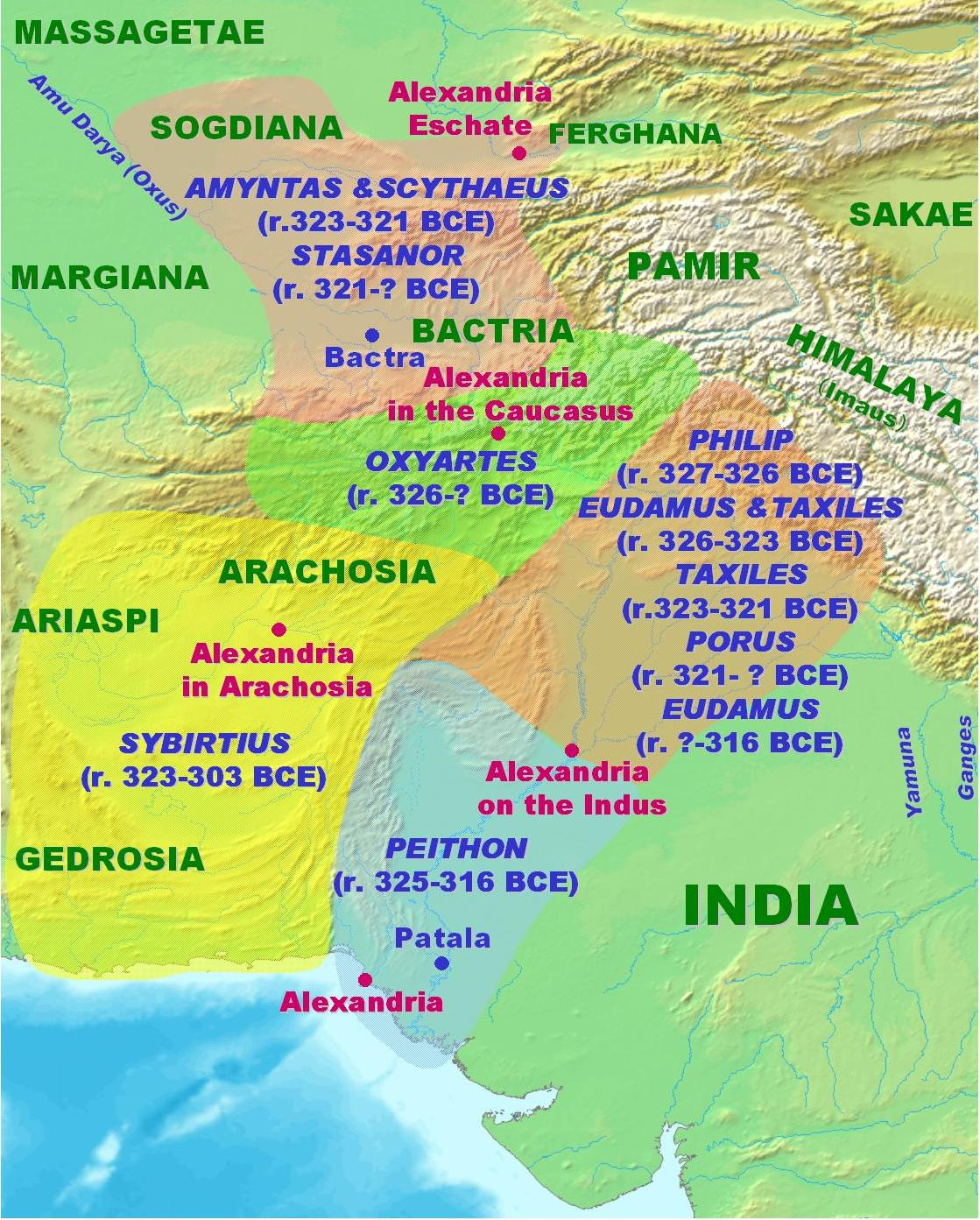
インド付近

インド・バクトリアの諸国は、現任のサトラップが統治を続投した。続投といえども、やはり史料による違いは生じている。尚、クルティウス・ルフス史料やアリアノス史料には、この地域に関する具体的な記述は残存していない。
| 役職／史料     | ディオドロス     | ユスティヌス     | デクシッポス     |
| -------------- | ---------------- | ---------------- | ---------------- |
| インダス       | ポロス           |                  | ポロス           |
| パンジャーブ   | タクシレス       | タクシレス       | タクシレス       |
| インド植民地   | ペイトン         | ペイトン         | ペイトン         |
| コーカサス一帯 | オクシュアルテス | オクシュアルテス | オクシュアルテス |
| アラコシア     | シビュルティオス | シビュルティオス | シビュルティオス |
| ゲドロシア     | シビュルティオス | シビュルティオス | シビュルティオス |
| アレイア       | スタサノル       | スタサノル       | スタサノル       |
| ドランギアナ   | スタサノル       | スタサノル       | スタサノル       |
| ソグディアナ   | ピリッポス       | スタサノル       | ピリッポス       |
| バクトリア     | ピリッポス       | アミュンタス     |                  |
| パルティア     | プラタペルネス   | ピリッポス       |                  |
| ヒュルカニア   | プラタペルネス   | プラタペルネス   | ラダペルネス     |
| ペルシス       | ペウケスタス     | ペウケスタス     | ペウケスタス     |
| カルマニア     | トレポレモス     | トレポレモス     | ネオプトレモス   |
| バビロニア     | アルコン         | アルコン         | セレウコス       |
| メソポタミア   | アルケシラオス   | アルケシラオス   | アルケシラオス   |

上記の決定はペルディッカス死後の紀元前321年に開催されたトリパラディソスの軍会において修正されたうえで引き継がれた。